# Antiperga clarki
Perga clarki – gatunek błonkówki z rodziny Pergidae.

## Taksonomia
Gatunek ten został opisany w 1939 roku przez Roberta Bensona. Jako miejsce typowe podano australijskie miasto Perth. Holotypem była samica.

## Zasięg występowania
Australia, występuje w stanie Australia Zachodnia.